# Colletes fulgidus
Colletes fulgidus är en biart som beskrevs av Swenk 1904. Colletes fulgidus ingår i släktet sidenbin, och familjen korttungebin.

## Underarter
Arten delas in i följande underarter:
- C. f. fulgidus
- C. f. longiplumosus